# Сальське (Калінінградська область)
Сальське (рос. Сальское) — селище Зеленоградського району, Калінінградської області Росії. Входить до складу Ковровського сільського поселення.
Населення — 157 осіб (2015 рік).

## Населення
| 2002 | 2010 |
| ---- | ---- |
| 186  | ↘157 |